# Berber makákó
A berber makákó vagy magót (Macaca sylvanus) az emlősök (Mammalia) osztályának főemlősök (Primates) rendjébe, ezen belül a cerkóffélék (Cercopithecidae) családjába és a cerkófmajomformák (Cercopithecinae) alcsaládjába tartozó faj.
Afrikában őshonos; a Gibraltáron élő populációja miatt Európa egyetlen majomfaja.

## Előfordulása
Északnyugat-Afrikában, Marokkó és Algéria területén honos. Gibraltáron is él egy kolónia. A jelenlegi vadon élő populáció mintegy 15-20 ezer állatból állhat.

### A berber makákó Európában

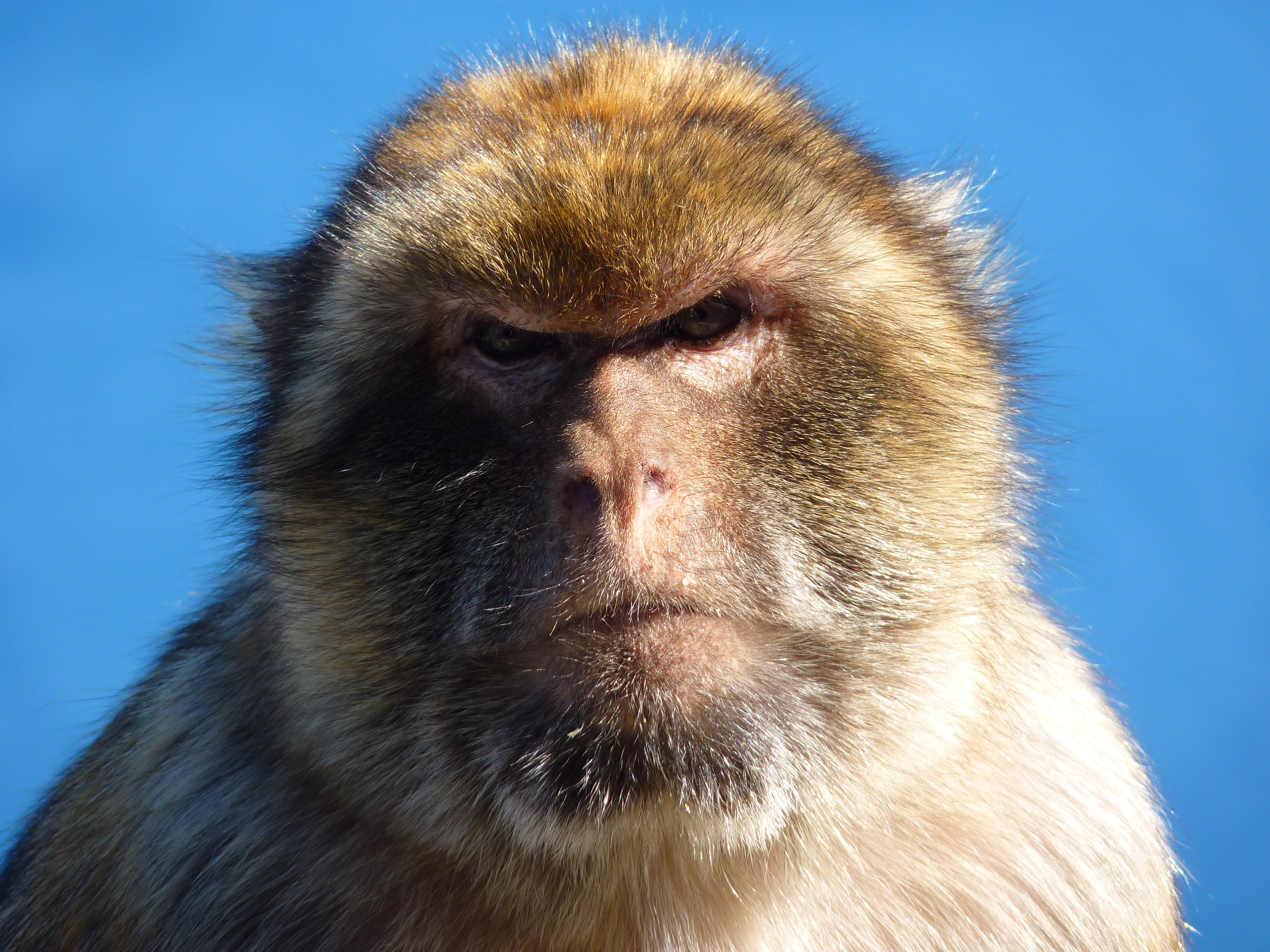
Berber makákó Gibraltárban

Hogy a berber makákó valóban élt-e eredetileg is Gibraltáron, vagy csak az emberek telepítették be oda, ma már aligha állapítható meg. Egy 711-ből származó okirat említi először itteni előfordulását. Az Európa más vidékeiről származó, makákókhoz hasonló majmok fosszilis maradványaiból gyanítható, hogy valóban őshonos Gibraltáron. Hogy ezek a robusztus majmok ma is megélnek még Közép-Európa zord éghajlatán is, azt Martin Ernst von Schlieffen gróf bizonyította be, amikor 1763-ban egy csoportot áttelepített Hessenbe. Az állatok gyorsan megszoktak ott, de portyázásaik miatt hamar népszerűtlenné váltak a környező falvakban. A kísérletnek 20 évvel később hirtelen vége szakadt, mivel egy veszett kutya megharapott néhány majmot. Schlieffen gróf kénytelen volt lelövetni becses állatait - szám szerint hatvanat -, nehogy e veszélyes betegség továbbterjedjen. A hesseni Waldparkban még ma is emlékmű őrzi a kolónia emlékét.
A gibraltári makákók története is igen viszontagságos volt, már többször fenyegette őket a kipusztulás veszélye. A kolónia kihalását csak ismételt betelepítésekkel sikerült megakadályozni. A gibraltári majmok ugyanis a Brit Honvédelmi Minisztérium védelme alatt állnak, mivel elterjedt az a nézet, hogy ha ezek a majmok eltűnnek onnan, akkor az Egyesült Királyságnak fel kell adnia ezt a fontos támaszpontját. A majmok túlszaporodására is volt példa és ekkor ellepték a várost, amely ezt az inváziót súlyosan megsínylette. Kerteket tettek tönkre, embereket támadtak meg, és sok egyéb kárt is okoztak. Végül az egyik majom elcsente a kormányzó tollal díszített sisakját és ezzel egy ünnepség során mindenki előtt nevetségessé tette. Ez volt az utolsó csepp a pohárban és a berber makákókat végleg „száműzték” a városból a szirtekre.
Betegségek időről időre súlyosan megtizedelték az ott élő populációt, ezért több alkalommal is afrikai példányokat hozattak a kihalásuk elkerülése érdekében. Az utolsó ilyen betelepítési parancs 1942-ből származik, és maga Winston Churchill adta ki. Ma a berber makákók két csoportja él Gibraltáron: egy félénk csoport fenn, a megközelíthetetlen szirteken és egy másik, a város közelében. A turista látványosságként is szolgáló majmokat naponta etetik, így tulajdonképpen csak félvad állatnak lehet őket tekinteni.

## Megjelenése
A hím hossza 65-75 centiméter, a nőstényé 55-65 centiméter. A hím testtömege 7-10 kilogramm, a nőstényé 4-7 kilogramm. Mindkét nem marmagassága körülbelül 45 centiméter. Teste zömök és vastag, nincs rajta farok. A szőrzete sárgásbarna, az alhason rövidebb. Feje kerek, nyaka és orra rövid. Lába rövidebb, mint a kar és mind a négyet használja a járásban. Tenyerén és talpán jár. Ha ellenség után kémlel, hátsó lábára áll.

## Életmódja
A berber makákók 10-30 állatból álló csoportokban élnek, az egymással való érintkezés során barátságosak. Az anyát több hím támogatja a kölykök nevelésében. Tápláléka termések, magvak, gyökerek, levelek, rovarok, pókok és zuzmók, de kisebb gerinceseket is fogyaszt. Az állat 20 évig él.

## Szaporodása
Az ivarérettséget 3-4 éves korától éri el. A párzási időszak novembertől márciusig tart. A vemhesség 7 hónapig tart, ennek végén 1, ritkán 2 utód születik. Az újszülöttek nyitott szemmel jönnek a világra és anyjuk bundájába kapaszkodnak, aki mindenhová magával viszi kicsinyeit. Az elválasztás 3 hónap után történik meg. Egy év múlva válik önállóvá.

## Érdekességek
A berber makákó mindig közkedvelt állatkerti állatnak számított. Elsősorban azért mert ez az egyetlen Európában is előforduló majomfaj. Magyarországra 2008 május elején érkezett tizenhárom berbermajom  a Fővárosi Állat- és Növénykertbe. Az öt hímből és nyolc nőstényből álló csapat azonban nem mindennapi módon került Budapestre, ugyanis mindegyikük egy holland, egzotikus állatok mentésével foglalkozó alapítványtól (AAP) érkezett.
Többségüket magánszemélyek tartották illegálisan, majd a hatóságok elkobozták őket tulajdonosaiktól. Van köztük azonban olyan állat is, melyeket nagyvárosok parkjaiban találtak. Mivel az AAP nem tudja vállalni, hogy minden egyes hozzá kerülő állatnak hosszú távon otthon biztosít, ezért a tizenhárom berber majomnak más lakhelyet kerestek. Mivel ezek, az éveken át emberek között élt állatok nehezen illeszkednek be a fajtársaik közé, ezért kevés állatkert vállalja befogadásukat.

## Képek

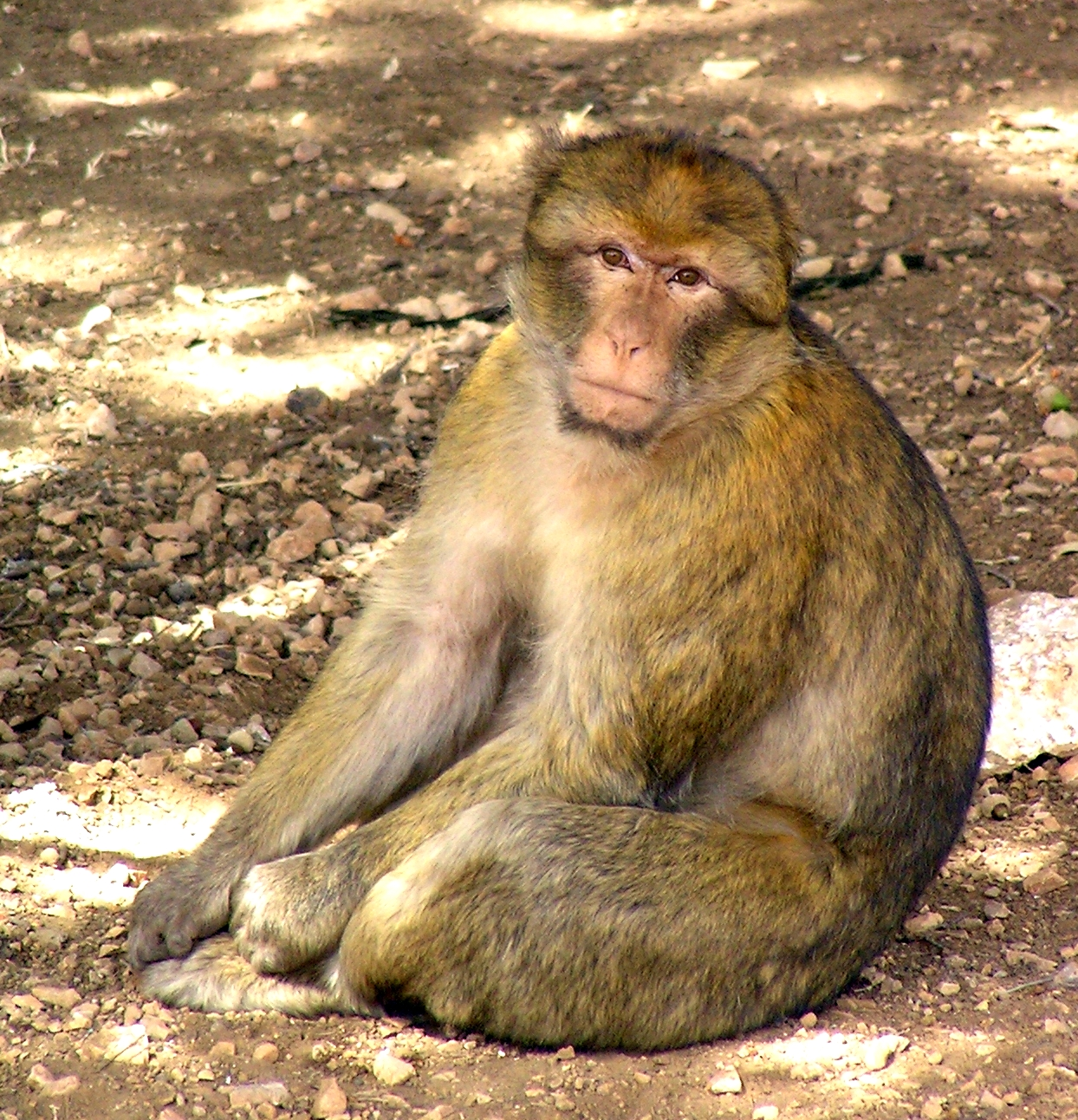
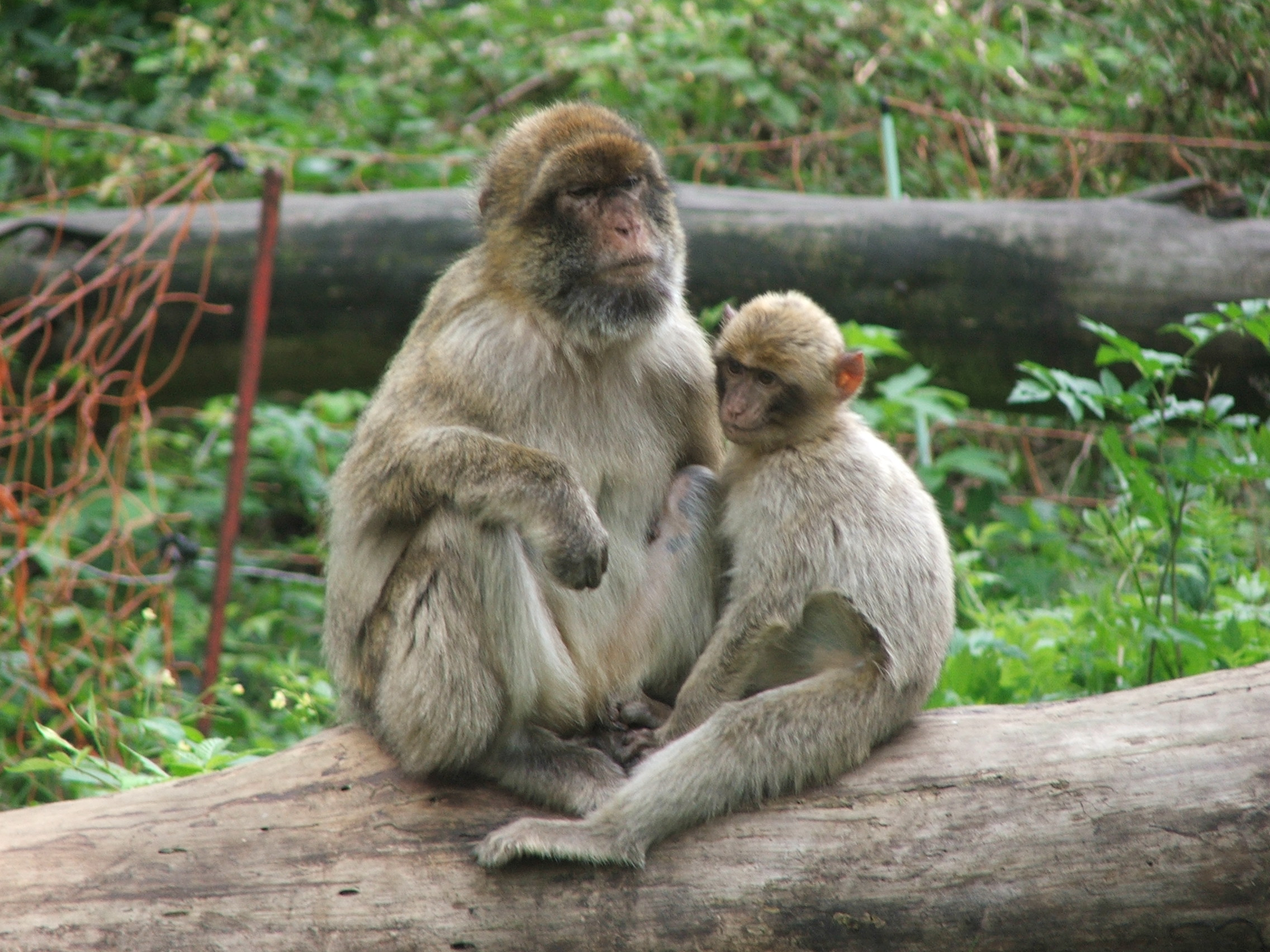
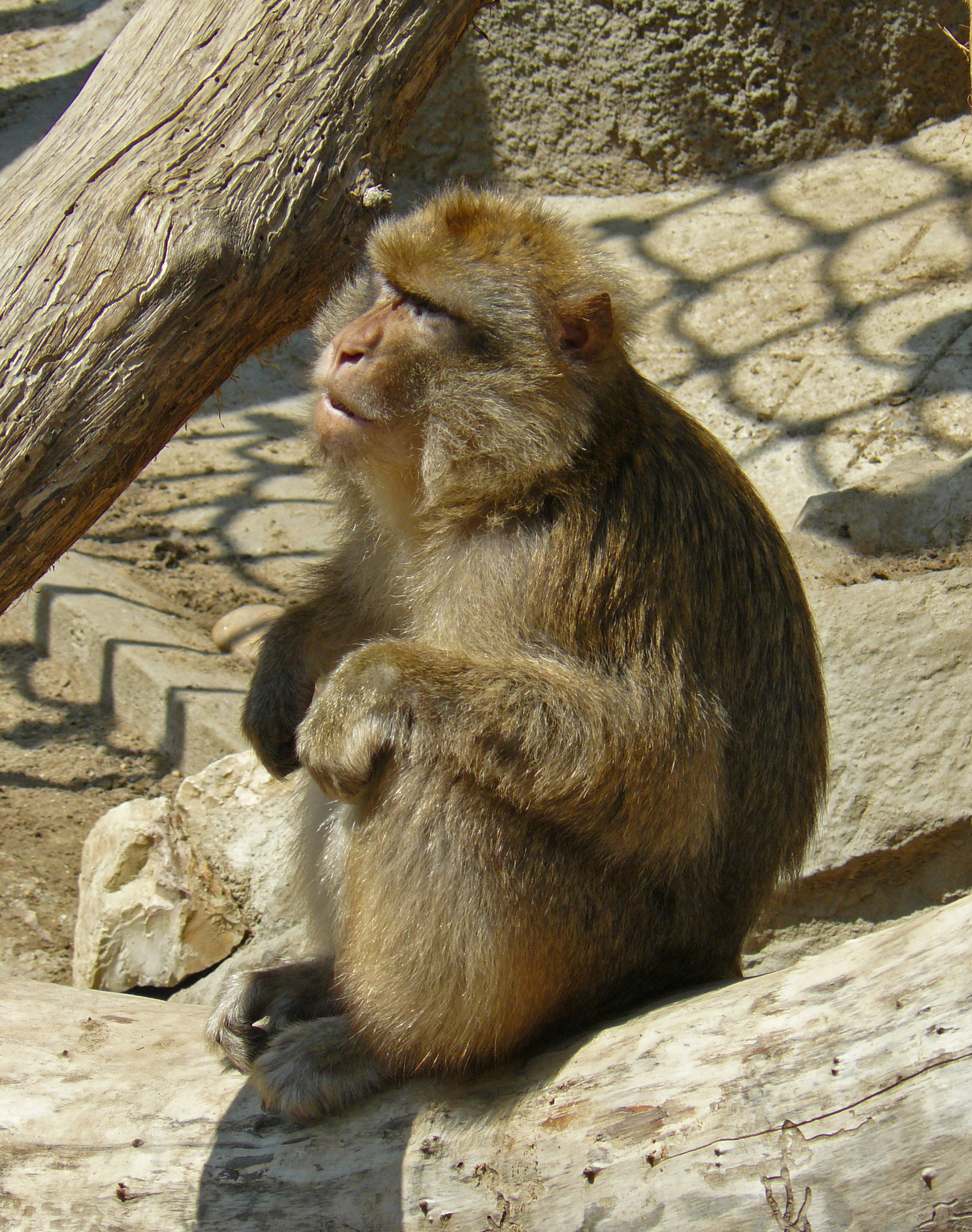
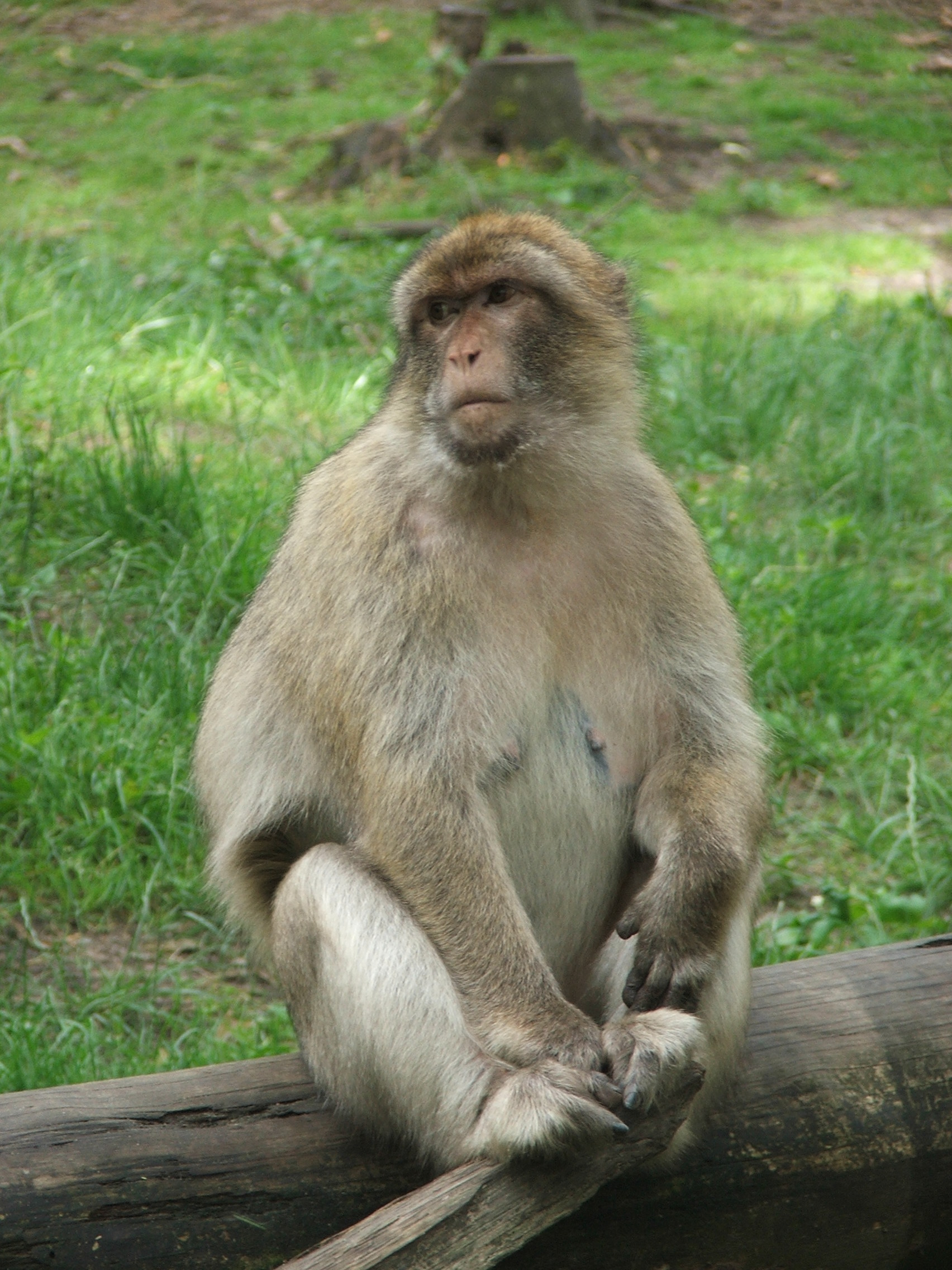
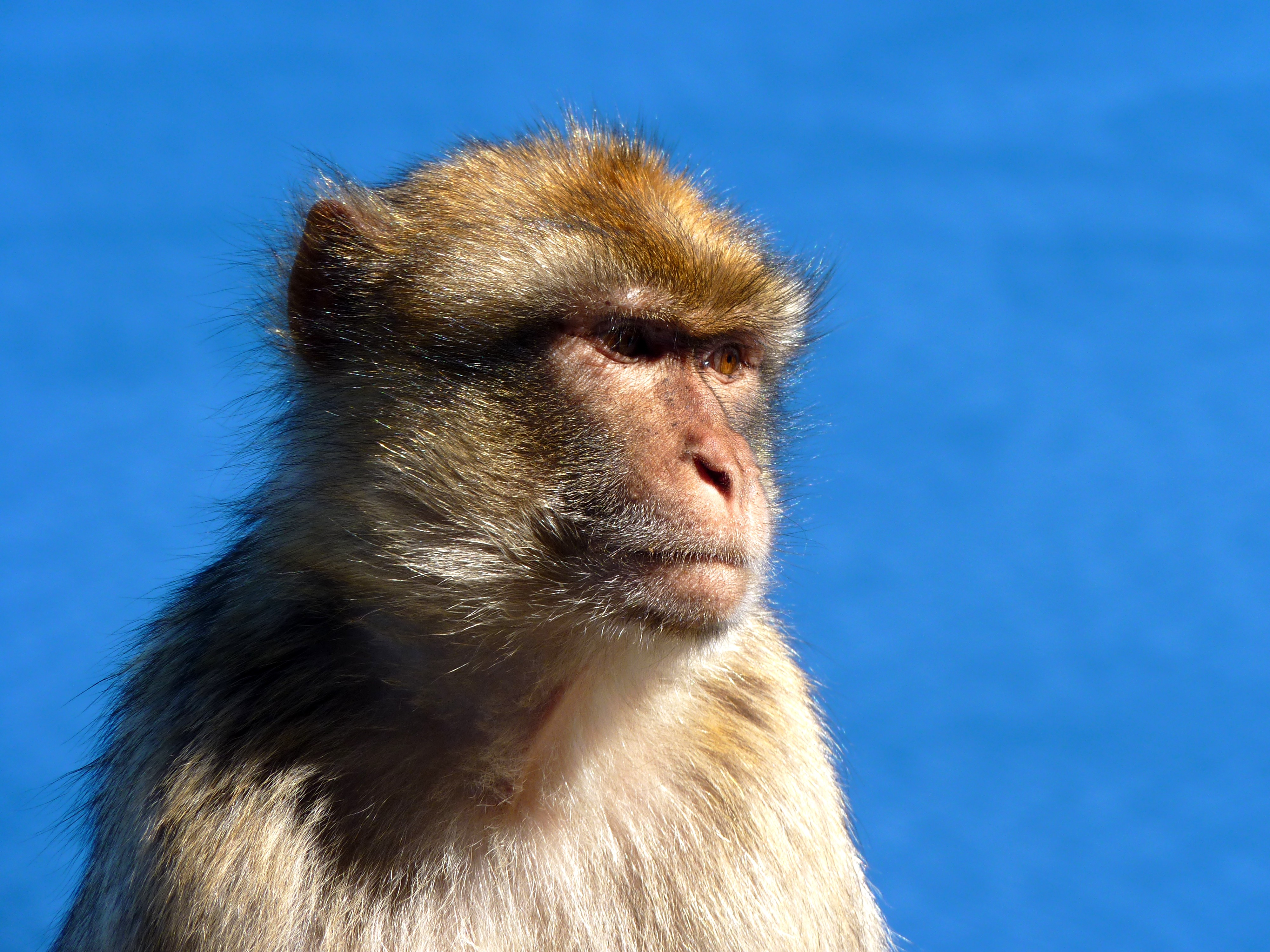